# Однопартийный период в истории Турции

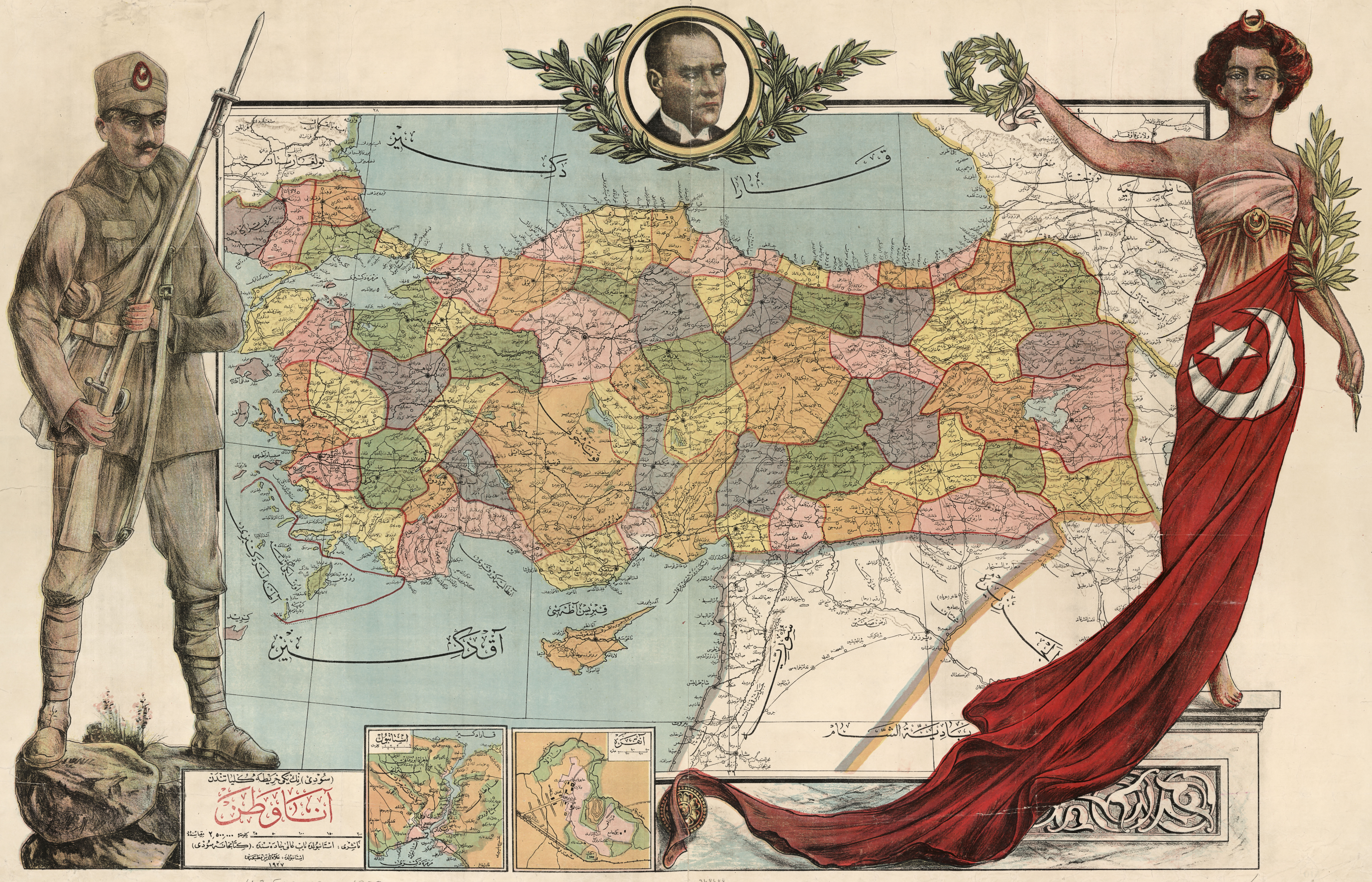
Карта Турции 1927 года, опубликованная до реформы алфавита. В 1939 году Турция аннексировала государство Хатай.

Однопартийный период в истории Турции (тур. Türkiye'de tek partili dönem) — часть истории Турецкой Республики, начавшаяся с официального установления в стране однопартийного режима в 1923 году. В период с 1923 по 1945 годы Республиканская народная партия являлась единственной партией Турции — до момента, когда была создана Партия национального развития (тур. Millî Kalkınma Partisi). Выиграв первые многопартийные выборы в 1946 году Республиканская народная партия все же потеряла большинство в парламенте на выборах 1950 года. В течение данного периода президент Мустафа Кемаль Ататюрк неоднократно обращался с просьбой создать оппозиционные партии для перехода к многопартийной демократии: и в 1930 году была создана Либерально-республиканская партия, но вскоре распущена своими основателями; также в 1924 году появилась Прогрессивная республиканская партия (создана Казимом Карабекиром), но она вскоре была запрещена из-за причастности её членов к восстанию шейха Саида (1925). В итоге, многопартийная система появилась в Республике уже после смерти Ататюрка.

## Период президентства Ататюрка (1925—1938)
С созданием Турецкой Республики правительство молодой страны начало прилагать усилия к её модернизации. Государственные институты, законы и конституции западных стран (таких как Франция, Швеция, Италия и Швейцария) были проанализированы и адаптированы в соответствии с потребностями Турции и «особенностями турецкой нации».
В тот период общественность страны очень смутно представляла себе намерения и программу президента Мустафы Кемаля (ставшего позднее «Ататюрком») — зачастую его приветствовали лозунгом: «Мы возвращаемся ко временам первых халифов». 
Мустафа Кемаль при содействии Февзи Чакмака, Кязыма Озальпа и Иcмета Инёню провёл серию реформ. Поступая таким образом, он надеялся изменить самовосприятие турецкого общества: с исламского на современное, демократическое и светское национальное государство. Были проведены реформы управления и образования, а также окончательно создано светское общество. Эта серия реформ была настолько радикальна, что встречала часто непонимание и сопротивление общества, а воплощалась в основном благодаря однопартийной власти кемалистов, а также благодаря хорошему военному контролю в стране. 
Одним из элементов нового государства предполагалась многопартийность. Но на этом пути возник ряд препятствий: в частности, после основания Либеральной республиканской партии (её лидером был Али Фетхи Окьяра) к ней примкнуло множество «религиозных групп», после чего в стране, особенно на её восточных территориях, начались кровопролитные беспорядки. В итоге, 17 ноября 1930 года Либеральная партия была распущена и до 1945 года никаких дальнейших попыток создания многопартийной демократии в стране не предпринималось.

## Оппозиция (1924—1927)
В 1924 году, когда Мосульский конфликт особенно обострился (см. Распад Османской империи), шейх Саид организовал восстание, позднее получившее его имя. Поскольку шейх Саид являлся богатым курдским наследником (племенным вождем) из Диджле (Пирана) проблема религии и национальности в регионе встала особенно остро: стремясь восстановить исламские законы (шариат), вооружённые силы из Пирана перемещались по сельской местности, где захватывали правительственные учреждения и важным города (Элазыг и Диярбакыр).
Среди членов турецкого правительства была распространена идея, что восстание шейха Саида представляет собой попытку «контрреволюции»: они призвали к немедленному началу военных действий, дабы предотвратить распространение последней. 4 марта 1925 года, для борьбы с восстанием, в стране был принят «Закон о поддержании общественного порядка». Он наделил правительство исключительными полномочиями и был отменён только в марте 1929 года.
Подобные меры вызвали недовольство и среди членов правящей партии: в тот период сам Мустафа Кемаль выражал своё беспокойство тем, что мог оказаться в меньшинстве в своей собственной партии; но он не решился на удаление «оппозиционной группы». В итоге Ататюрку удалось сохранить власть, поскольку голосование о недоверии его правительству провалилось (8 ноября 1924 года вотум недоверия был отклонён 148 голосами против 18). После этого Мустафа Кемаль заявил, что «турецкая нация твердо намерена бесстрашно продвигаться по пути республики, цивилизации и прогресса».
17 ноября 1924 года отколовшаяся позиционная группа официально учредила Прогрессивную Республиканскую партию (ПРП), в которую вошли 29 депутатов турецкого парламента — это стало началом первой официальной многопартийной системы в стране. Экономическая программа ПРП была более либеральной — в отличие от «государственного социализма» действующей власти, а социальная программа оппозиционеров, наоборот, была более консервативной — в отличие от «модернизма» Ататюрка. Лидеры новой партии решительно поддерживали кемалистскую революцию в принципе, но имели отличное мнение о «культурной революции» и принципах секуляризма.
В течение 1926 года в Измире был раскрыт заговор с целью убийства Мустафы Кемаля. В состав заговорщиков входил и бывший депутат, выступавший против отмены Халифата, а также имевший и личные обиды на лидера страны. Расследование, заявленное как «раскрытие подрывной деятельности», фактически использовалось для подрыва позиций тех, кто не разделял взглядов Ататюрка на культурную революцию в стране. В результате, к суду было привлечено большое количество политических противников действующей власти.